# Estreito de Ítaca
O estreito de Ítaca (em grego:  Στενό Ιθάκης) é um estreito que separa as ilhas de Cefalónia e Ítaca, na Grécia. Tem cerca de 20 km de comprimento por 5 km de largura.